# First Live Recordings
1st Live Recordings (рус. Первые концертные записи) — двойной альбом, представляющий «живые» выступления группы The Beatles, записанные в конце декабря 1962 года в Star-Club (рус. клуб Звезда) в их последний приезд на работу в Гамбург, когда в состав группы уже вошёл барабанщик Ринго Старр, до периода всемирной славы и «битломании». Альбом был издан в США лейблом Pickwick Records 29 января 1979 года.

## Об альбоме
Записи сделал Адриан Барбер (Adrian Barber), менеджер сцены «Стар-клуба», по просьбе Тэда «Кингсайз» Тейлора (англ. Ted "Kingsize" Taylor, вокалист и гитарист ливерпульской группы «Kingsize Taylor and the Dominoes», в то время также работавшей в Гамбурге, — прозванный «Королевский размер» за свой рост в 6 футов 5 дюймов — около 195 см). Записи делались на бытовой катушечный магнитофон «Grundig» на скорости 3 3/4 дюйм/сек (9,5 см/сек) во время трех выступлений 25, 28 (или 29) и 30 декабря 1962 года.
Хотя The Beatles считали, что качество записи является слишком плохим для того, чтобы попытаться её выпустить в каком-либо виде, в 1970-х годах лейбл Lingasong Records затратил на подготовку её к выпуску альбома около $100,000 — в результате выпустив в 1977 альбом Live! at the Star-Club in Hamburg, Germany; 1962.
Версия, выпущенная Pickwick Records, немного отличается от альбома Lingasong Records — в основном большей разборчивостью в вокальных партиях. В двух треках, «Hallelujah, I Love Her So» и «Be-Bop-A-Lula» The Beatles выступают как аккомпанирующая группа. Солирующими вокалистами в этих композициях выступают Хорст Фашер (Horst Fasher) - менеджер и совладелец «Стар-клуба» и его младший брат Фред Фашер (Fred Fascher), работавший в клубе официантом. Ещё один трек на альбоме (не вошедший в альбом, изданный Lingasong в 1977) вообще не является записью выступления The Beatles: «Hully Gully» — запись выступления Клиффа Беннета и группы Rebel Rousers (Cliff Bennett and the Rebel Rousers), которые выступали на сцене клуба в тот же вечер.

## Список композиций

### Диск 1
1. «Where Have You Been All My Life» (Cynthia Weil/Barry Mann) — 1:55
2. «A Taste of Honey» (Bobby Scott/Rick Marlow) — 1:40
3. «Your Feets Too Big» (Ada Benson/Fred Fisher) — 2:20
4. «Mr. Moonlight» (R. Johnson) — 2:05
5. «Bésame Mucho» (T. Velasquez) — 2:35
6. «I’m Gonna Sit Right Down and Cry (Over You)» (J. Thomas/H. Biggs) — 2:40
7. «Be-Bop-A-Lula» (G. Vincent/T. Davis) — 2:28
8. «Hallelujah, I Love Her So» (Чарльз) — 2:08
9. «Till There Was You» (Meredith Willson) — 1:59
10. «Sweet Little Sixteen» (Берри) — 2:44
11. «Little Queenie» (Берри) — 3:53
12. «Kansas City/Hey-Hey-Hey-Hey!» (Либер/Столлер/Ричард) — 2:09
13. «Hully Gully» (F. Smith/C. Goldsmith) — 1:39

### Диск 2
1. «Ain’t Nothing Shakin’» (Fontaine, Colacrai, Lampert, Gluck) — 1:14
2. «Everybody’s Trying to Be My Baby» (Перкинс) — 2:23
3. «Matchbox» (Перкинс) — 2:33
4. «Talking ’Bout You» (Чарльз) — 1:47
5. «Long Tall Sally» (E. Johnson/Ричард) — 1:45
6. «Roll Over Beethoven» (Берри) — 2:12
7. «Hippy Hippy Shake» (Chan Romeo) — 1:40
8. «Falling in Love Again» (S. Lerner/F. Hollander) — 1:59
9. «Lend Me Your Comb» (Twomey/Wyse/Weisman) — 1:44
10. «Sheila» (Tommy Roe) — 1:55
11. «Red Sails in the Sunset» (Jimmy Kennedy and Hal Williams) — 2:00
12. «To Know Her Is to Love Her» (Спектор) — 3:01
13. «Shimmy Shake» (Joe South и Billy Land) — 2:16
14. «I Remember You» (Мёрсер и Victor Schertzinger) — 1:55